# Alf Erling Porsild
Alf Erling Porsild (1901 - 1977) fue un botánico, y pteridólogo danés-canadiense. Era aborigen de Copenhague, hijo del botánico Morten Pedersen Porsild. Se desarrolló en la "Estación Ártica" de la Universidad de Copenhague, en Qeqertarsuaq, Groenlandia Occidental, donde actuó como asistente de su padre. Entre 1936 a 1945, fue conservador del National Museum of Canada (en Ottawa, museo rebautizado más tarde como National Museum of Natural Sciences y, más recientemente, como Canadian Museum of Nature). De 1945 a 1967 fue director del Departamento de botánica en ese mismo museo. Escribió un número de tratados científicos sobre la flora del archipiélago ártico canadiense y de las Montañas Rocosas, así como numerosos artículos y libros populares.
Copió el término pingo del pueblo inuit y lo hizo un término científico y también común (usándolo por primera vez en 1938).

## Honores

### Epónimos
El Porsild Pingo de Tuktoyaktuk se nombró en su honor. Así como el monte Porsild en el Territorio del Yukón, Canadá.
Fue becario de la Fundación Guggenheim.
En 1966, fue galardonado con la Medalla Massey

## Algunas publicaciones
- Porsild, A.E. 1920. Sur le poids et les dimensions des graines arctiques. Revue Générale de Botanique 32: 97-120
- Porsild, A.E. 1926. Contributions to the Flora of West-Greenland at 70°-71°45´ N. lat. Meddelelser om Grønland vol. 58 (2)
- Porsild, A.E. 1938. Earth mounds in unglaciated arctic northwestern America. The Geographical Review 28: 46-58
- Porsild, A.E. 1941. A relic flora on sand dunes from the Champlain Sea in the Ottawa Valley. The Canadian Field-Naturalist 55: 66-72
- Porsild, A.E. 1951. Botany of Southeastern Yukon adjacent to the Canol Road. Bulletin / National Museum of Canada vol. 121 (también en Biological series / National Museum of Canada vol. 41), 400 pp.
- Porsild, A.E. 1953. Edible plants of the Arctic. Ilustró Dagny Tande Lid. The Arctic 6: 15-34. en línea
- Porsild, A.E. 1955. The vascular plants of the Western Canadian Arctic archipelago. Bull. / National Museum of Canada vol. 135 (también en Biological series / National Museum of Canada vol. 45), 226 pp.
- Porsild, A.E. 1957. Illustrated Flora of the Canadian Arctic Archipelago. Ilustró Dagny Tande Lid. Bulletin / National Museum of Canada vol. 146. 209 pp.
- Porsild, A.E., C.R. Harington & G.A. Mulligan. 1967. Lupinus arcticus Wats. grown from seeds of Pleistocene age. Science 158 (3797): 113-114.
- Porsild, A.E. 1974. Rocky Mountain wild flowers. Ilustró Dagny Tande Lid. Ottawa, National Museum of Natural Sciences, 454 pp.
- Porsild A.E. & Cody, William J. 1980. Vascular plants of continental Northwest Territories, Canada. Ottawa, National Museum of Natural Sciences, 667 pp.
- La abreviatura «A.E.Porsild» se emplea para indicar a Alf Erling Porsild como autoridad en la descripción y clasificación científica de los vegetales.[1]